# Edwin Deutsch
Edwin Deutsch (* 24. November 1945 in Hallein) ist ein österreichischer Mathematiker und Ökonometriker mit den Schwerpunkten Wirtschaftsmathematik und Ökonometrie. Er war von 1987 bis 2011 außerordentlicher Professor am Institut für Stochastik und Wirtschaftsmathematik an der Technischen Universität Wien.

## Leben
Edwin Deutsch wurde als Sohn von Johann und Hedwig Deutsch in Hallein geboren, wo der Vater  vorübergehend arbeitete.
Nach dem Studium der Mathematik an der Technischen Universität Wien und nach postgradualen Studien in Wirtschaftswissenschaften am Institut für Höhere Studien (IHS) in Wien wurde er 1974 Assistent an der Technischen Universität Wien bei Gerhard Tintner und dissertierte über Ein Bayes’scher Ansatz für das Vektormaximumproblem, 1987 habilitierte er in Volkswirtschaftslehre und angewandter Ökonometrie am Institut für Ökonometrie der TU Wien mit dem Thema Faktornachfrage auf strukturierten Arbeitsmaerkten, publiziert 1988, und war als außerordentlicher Professor an diesem Institut tätig.
Auch nach seinem Rückzug 2011 hielt er Fortgeschrittenenkurse in Mikroökonometrie und angewandter Wirtschaftsmodellierung und leitete Forschungsprojekte an der Technischen Universität Wien, Institut für Mathematische Methoden der Wirtschaftswissenschaften, Forschungsgruppe EOS (Ökonometrie).

## Beruflicher Werdegang
Seine Forschungsschwerpunkte waren mikroökonomische und mikroökonometrische Methoden (qualitative Daten, Paneldaten, Überlebensanalyse, Größen- und Einkommensverteilungen, Aggregationsfragen) angewandt auf
- Wohnungswirtschaft (Marktstruktur, Umfrageanalyse, Wohnungsökonomie und Wohnungsfinanzierung)
- Arbeitsmärkte (Analyse von Umfragedaten, Längsschnittanalyse von Berufszuständen über den Lebenszyklus)
- Analyse von KMU (Leistung, Überleben, Finanzierung und regionale Entwicklung von kleinen und mittleren und mittelständischen Unternehmen)

Sowohl national als auch international beschäftigte er sich mit „den positiven Auswirkungen sozialer und wirtschaftlicher Vielfalt, wie sie insbesondere in Städten vorherrscht. Je größer die Stadt, desto größer die Vielfalt. Die Vielfalt an Branchen bewirkt eine höhere Widerstandskraft gegenüber krisenhaften wirtschaftlichen Entwicklungen. Ein hoher Grad an sozialer Durchmischung wird durch ein ausgewogenes Angebot unterschiedlicher Wohnungskategorien ermöglicht. In diesem Zusammenhang verwies er auf den im internationalen Vergleich besonders hohen Anteil an sozialen Mietwohnungen in Wien“.
Er forschte und veröffentlichte u. a. zu den Themen Wohnen, Wohnbauförderung, Wohnkosten und „Wohnungsfinanzierung und intergenerationelle Vermögensbildung“.
Als Gastprofessor an der Université Dauphine konnte er in einer Studie den Einfluss der Immobilien-Preisstruktur auf die benachbarten Arrondissements und die Auswirkungen auf deren soziale Zusammensetzung nachweisen.
Als Organisator oder Vortragender bei nationalen und internationalen Tagungen, Seminaren,  Arbeitskreisen und Konferenzen präsentierte er Diskussionsgrundlagen (Auswahl):
- In Cancún, Mexico, 2001 stellte er „The interplay between work hours supply, income uncertainties, gender-specific skill levels, and spatial differentiation is investigated by means of econometric models that are parsimonious in structure“ zur Diskussion.[5]
- Bei den Konferenzen der American Real Estate and Urban Economics Association (AREUEA) 2009 in Los Angeles und 2008 in Istanbul präsentierte er „Schätztechniken zur Vorhersage von Mietniveaus und Preisen im Immobiliensektor“,[6] ein Forschungsauftrag einer großen Bankengruppe, und einen „Vergleich linearer versus nichtlinearer Kohortenmodelle.“[7]
- Das Paper zur 17th ERES-annual conference 2010 an der Bocconi University, Milan, „versucht, auf der Basis von Weibull-Erneuerungsprozessen die erwartbaren Verweildauern aus Spell-Informationen zu simulieren, und kontrastiert die Ergebnisse mit Weibull Survival-Schätzungen.“[8]
- Die 2010 beim Seminar des OTB, Technische Universität Delft, vorgelegte Präsentation beleuchtet die Frage: „Welche Gründe sprechen für insitutionell verankerte Sozialwohnungsanbieter? Weshalb können Private die Strategien nicht einfach übernehmen? Worin bestehen Widersprüche mit den Zielvorgaben?“[9]
- Ziel der Präsentation bei der International ENHR-conference 2011 in Toulouse war „demonstrating that housing supply plays a crucial role when it adapts to the local characteristics of the work force, conditional upon the structure of markets and the institutional framework of housing.“[10]
- Thema der Unterlagen für die Konferenz des European Network of Housing Research (ENHR), 2014 in Edinburgh war „an empirical study about how the productivity of selected industrial sectors across the Austrian regions is affected by socio-economic factors like personal characteristics and life-styles“.[11]

### Forschungs- und Lehrtätigkeiten, internationale Kooperationen
- 1974: Entwicklung eines Informationssystems für Budgetprognosen im österreichischen Finanzministerium.
- 9/1978–2/1979: Gastprofessor an der SUNY in Buffalo, USA, Fulbright Visiting Scholar Program.[12]
- 1980–1997: Lehraufträge an der Wirtschaftsuniversität Wien und am Institut für Volkswirtschaftslehre an der Universität Wien.
- Herbst 1992: Forschungsaufenthalt an der University of California in Berkeley, USA (Wissenschaftlicher Mitarbeiter).
- Sommer 1993: Forschungsaufenthalt am Center for Housing Research, Glasgow, UK (Gastwissenschaftler an der Universität von Glasgow, CHRUS: Zentrum für Wohnungsforschung und urbane Studien).
- Herbst 1995: Forschungsaufenthalt am IFB, Gävle/Uppsala, Schweden.
- ab 1997 Organisator der Arbeitsgruppe „Wohnungswirtschaft“ des European Network für Wohnungsforschung (ENHR), gemeinsam mit Michael Ball, London und Reading.
- seit 2001: Lehrbeauftragter für Wohnungswirtschaft am Institut für Finanzwissenschaften (Finanzwissenschaften) an der Technischen Universität Wien.
- seit 2001: Lehrbeauftragter für Immobilienökonomie an der FH Wien (FH Hochschule für Wirtschaft und Management).
- Frühjahr 2002: Forschungsaufenthalt an der Business School der Universität von St. Petersburg, Russland.
- Frühjahr 2004: Forschung an der Universität von Glasgow, CHRUS.
- ab Frühjahr 2006: jährliche Vorlesungen als Gastprofessor für Portfoliomanagement und Immobilienfinanzierung an der Universität Dauphine, IUP, Paris (Gastprofessor an der Real Estate Business School, Universität Paris IX Dauphine); Forschungsstudien an der Universität Nanterre, Paris X.
- ab Frühjahr 2009: Gastprofessor für die Betreuung von Dissertationen an der CEREG, Universität Dauphine, IUP, Paris.
- Mitglied des Beirats von HBE (Housing and the Built Environment), Technische Universität von Delft, Niederlande Gast am OTB, TU Delft, Niederlande.

## Veröffentlichungen (Auswahl)
- mit Kurt Schmid, Martin Spielauer: Kosten Einer Allgemeinen Wohnbeihilfe in Wien. Hrsg.: Kammer für Arbeiter und Angestellte für Wien (= Stadtpunkte). 1998, ISBN 3-7063-0133-4.
- mit Gerhard Tintner: Methodische Probleme der Energiefrage. Österr. Wirtschaftsverlag, Wien 1979 (arbeiterkammer.at).
- Faktornachfrage auf strukturierten Arbeitsmärkten : Theorie und Empirie am Beispiel Österreichs (Habilitationsschrift) (= Mathematical Systems in Economics). Athenäum-Verlag, Frankfurt am Main 1988, ISBN 3-610-09802-3.
- Wohnbedarf, Mobilität und adäquates Wohnen (=Niederösterreichische Wohnbauforschung: Band 2), 2005. ISBN 978-3-901967-11-5.
- Der strategische Beitrag der Wohnungsgemeinnützigkeit zur sozialen Durchmischung im städtischen Raum in: Die österreichische Wohnungsgemeinnützigkeit. Ein europäisches Erfolgsmodell, K. Lugger, M. Holoubek (Hrsg.); herausgegeben von: IIBW - Dr. Wolfgang Amann; Manzsche Verlagsbuchhandlung, Wien, 2008, ISBN 978-3-214-00741-6, S. 303–314.
- mit Martin Kerndler: The contribution to industrial productivity by social renters. In: ENHR-conference Edinburgh, Great Britain, 1. – 4. Juli 2014. University of Technology, Vienna, Juni 2014 (englisch, mkerndler.com [PDF]).